# Tour de France 2014/Fahrerfeld
Bei der Tour de France 2014 gingen insgesamt 198 Radrennfahrer in 22 Teams und 34 Nationen an den Start.

## Legende
- Suspendierung: Ausschluss durch eigenes Team
- Ausschluss: Ausschluss durch die Rennleitung vor Rennbeginn
- Disqualifikation: Ausschluss durch die Rennleitung nach Rennbeginn
- Auszeichnungen nach der Zielankunft:
  - : Etappensieger
  - : Gelbes Trikot für den Gesamtführenden
  - : Grünes Trikot für den Führenden in der Punktewertung
  - : Gepunktetes Trikot für den Führenden in der Bergwertung
  - : Weißes Trikot für den Führenden in der Wertung der unter 25-Jährigen
  - : Rote Rückennummer für den kämpferischsten Fahrer des Vortages
  - : Gelbe Rückennummer für das in der Mannschaftswertung führende Team

## Teilnehmer nach Nationalitäten
| Nr.    | Nationalität           | Teilnehmer |
| ------ | ---------------------- | ---------- |
| 1      | Frankreich             | 44         |
| 2      | Spanien                | 20         |
| 3      | Italien                | 17         |
| 3      | Niederlande            | 17         |
| 5      | Australien             | 10         |
| 5      | Belgien                | 10         |
| 5      | Deutschland            | 10         |
| 8      | Schweiz                | 9          |
| 8      | USA                    | 9          |
| 10     | Polen                  | 5          |
| 10     | Portugal               | 5          |
| 12     | Vereinigtes Königreich | 4          |
| 12     | Russland               | 4          |
| 14     | Dänemark               | 3          |
| 14     | Kolumbien              | 3          |
| 14     | Luxemburg              | 3          |
| 17     | Estland                | 2          |
| 17     | Kanada                 | 2          |
| 17     | Kasachstan             | 2          |
| 17     | Neuseeland             | 2          |
| 17     | Slowakei               | 2          |
| 17     | Slowenien              | 2          |
| 17     | Tschechien             | 2          |
| 24     | Argentinien            | 1          |
| 24     | China                  | 1          |
| 24     | Irland                 | 1          |
| 24     | Japan                  | 1          |
| 24     | Kroatien               | 1          |
| 24     | Lettland               | 1          |
| 24     | Litauen                | 1          |
| 24     | Norwegen               | 1          |
| 24     | Österreich             | 1          |
| 24     | Ukraine                | 1          |
| 24     | Belarus                | 1          |
| Gesamt | Gesamt                 | 198        |

## Teilnehmer nach Teams

### Team Sky (Großbritannien)
| Nr.                 | Name                | Nationalität           | Rang | Anmerkungen                   |
| ------------------- | ------------------- | ---------------------- | ---- | ----------------------------- |
| 1                   | Chris Froome        | Vereinigtes Königreich | –    | Aufgabe während der 5. Etappe |
| 2                   | Bernhard Eisel      | Österreich             | 126. |                               |
| 3                   | Wassil Kiryjenka    | Belarus                | 086. |                               |
| 4                   | David López García  | Spanien                | 105. |                               |
| 5                   | Mikel Nieve         | Spanien                | 018. | : 18. Etappe                  |
| 6                   | Danny Pate          | USA                    | 153. |                               |
| 7                   | Richie Porte        | Australien             | 023. |                               |
| 8                   | Geraint Thomas      | Vereinigtes Königreich | 022. |                               |
| 9                   | Xabier Zandio       | Spanien                | –    | Aufgabe während der 6. Etappe |
| Mannschaftswertung: | Mannschaftswertung: | Mannschaftswertung:    | 007. | : 1.–4. Etappe                |

### Movistar Team (Spanien)
| Nr.                 | Name                   | Nationalität        | Rang | Anmerkungen |
| ------------------- | ---------------------- | ------------------- | ---- | --- |
| 11                  | Alejandro Valverde     | Spanien             | 004. | |
| 12                  | Imanol Erviti          | Spanien             | 081. | |
| 13                  | John Gadret            | Frankreich          | 019. | |
| 14                  | Jesús Herrada          | Spanien             | 061. | |
| 15                  | Beñat Intxausti        | Spanien             | 114. | |
| 16                  | Jon Izaguirre          | Spanien             | 041. | |
| 17                  | Rubén Plaza            | Spanien             | 091. | |
| 18                  | José Joaquín Rojas Gil | Spanien             | –    | auf der 18. Etappe disqualifiziert, da er während einer Abfahrt zu lange im Windschatten eines Begleitfahrzeuges gefahren war |
| 19                  | Giovanni Visconti      | Italien             | 037. | |
| Mannschaftswertung: | Mannschaftswertung:    | Mannschaftswertung: | 003. | |

### Team Katusha (Russland)
| Nr.                 | Name                | Nationalität        | Rang | Anmerkungen                            |
| ------------------- | ------------------- | ------------------- | ---- | -------------------------------------- |
| 21                  | Joaquim Rodríguez   | Spanien             | 054. | : 10.–12., 14.–15. Etappe              |
| 22                  | Wladimir Isajtschew | Russland            | 157. |                                        |
| 23                  | Alexander Kristoff  | Norwegen            | 125. | : 12., 15. Etappe                      |
| 24                  | Luca Paolini        | Italien             | 136. |                                        |
| 25                  | Alexander Porsew    | Russland            | –    | Zeitlimit der 13. Etappe überschritten |
| 26                  | Jegor Silin         | Russland            | –    | Aufgabe während der 6. Etappe          |
| 27                  | Gatis Smukulis      | Lettland            | 100. |                                        |
| 28                  | Simon Špilak        | Slowenien           | –    | Aufgabe während der 17. Etappe         |
| 29                  | Juri Trofimow       | Russland            | 014. |                                        |
| Mannschaftswertung: | Mannschaftswertung: | Mannschaftswertung: | 017. |                                        |

### Tinkoff-Saxo (Russland)
| Nr.                 | Name                | Nationalität        | Rang | Anmerkungen                        |
| ------------------- | ------------------- | ------------------- | ---- | ---------------------------------- |
| 31                  | Alberto Contador    | Spanien             | –    | Aufgabe während der 10. Etappe     |
| 32                  | Daniele Bennati     | Italien             | 096. |                                    |
| 33                  | Jesús Hernández     | Spanien             | –    | Aufgabe während der 6. Etappe      |
| 34                  | Rafał Majka         | Polen               | 044. | : 14., 17. Etappe : 16.–21. Etappe |
| 35                  | Michael Mørkøv      | Dänemark            | 134. |                                    |
| 36                  | Sérgio Paulinho     | Portugal            | 089. |                                    |
| 37                  | Nicolas Roche       | Irland              | 039. | : 11. Etappe                       |
| 38                  | Michael Rogers      | Australien          | 026. | : 16. Etappe                       |
| 39                  | Matteo Tosatto      | Italien             | 119. |                                    |
| Mannschaftswertung: | Mannschaftswertung: | Mannschaftswertung: | 011. |                                    |

### Astana Pro Team (Kasachstan)
| Nr.                 | Name                | Nationalität        | Rang | Anmerkungen                                                       |
| ------------------- | ------------------- | ------------------- | ---- | ----------------------------------------------------------------- |
| 41                  | Vincenzo Nibali     | Italien             | 001. | : 2., 10., 13., 18. Etappe; : 2.–8., 10.–21. Etappe; : 13. Etappe |
| 42                  | Jakob Fuglsang      | Dänemark            | 036. |                                                                   |
| 43                  | Andrij Hrywko       | Ukraine             | 095. |                                                                   |
| 44                  | Dmitri Grusdew      | Kasachstan          | 130. |                                                                   |
| 45                  | Maxim Iglinski      | Kasachstan          | 129. |                                                                   |
| 46                  | Tanel Kangert       | Estland             | 020. |                                                                   |
| 47                  | Michele Scarponi    | Italien             | 049. |                                                                   |
| 48                  | Alessandro Vanotti  | Italien             | 147. |                                                                   |
| 49                  | Lieuwe Westra       | Niederlande         | 079. | : 5. Etappe                                                       |
| Mannschaftswertung: | Mannschaftswertung: | Mannschaftswertung: | 006. | : 5.–9. Etappe                                                    |

### Cannondale (Italien)
| Nr.                 | Name                 | Nationalität        | Rang | Anmerkungen                     |
| ------------------- | -------------------- | ------------------- | ---- | ------------------------------- |
| 51                  | Peter Sagan          | Slowakei            | 060. | : 2.–21. Etappe; : 1.–7. Etappe |
| 52                  | Maciej Bodnar        | Polen               | 112. |                                 |
| 53                  | Alessandro De Marchi | Italien             | 052. | : 13., 14. Etappe               |
| 54                  | Edward King          | USA                 | –    | Aufgabe während der 10. Etappe  |
| 55                  | Kristijan Koren      | Slowenien           | 135. |                                 |
| 56                  | Marco Marcato        | Italien             | 080. |                                 |
| 57                  | Jean-Marc Marino     | Frankreich          | 160. |                                 |
| 58                  | Fabio Sabatini       | Italien             | 118. |                                 |
| 59                  | Elia Viviani         | Italien             | 162. |                                 |
| Mannschaftswertung: | Mannschaftswertung:  | Mannschaftswertung: | 021. |                                 |

### Belkin-Pro Cycling Team (Niederlande)
| Nr.                 | Name                | Nationalität        | Rang | Anmerkungen                   |
| ------------------- | ------------------- | ------------------- | ---- | ----------------------------- |
| 61                  | Bauke Mollema       | Niederlande         | 010. |                               |
| 62                  | Lars Boom           | Niederlande         | 097. | : 5. Etappe                   |
| 63                  | Stef Clement        | Niederlande         | –    | Aufgabe während der 7. Etappe |
| 64                  | Steven Kruijswijk   | Niederlande         | 015. |                               |
| 65                  | Tom Leezer          | Niederlande         | 133. |                               |
| 66                  | Bram Tankink        | Niederlande         | 040. |                               |
| 67                  | Laurens ten Dam     | Niederlande         | 009. |                               |
| 68                  | Sep Vanmarcke       | Belgien             | 106. |                               |
| 69                  | Maarten Wynants     | Belgien             | 117. |                               |
| Mannschaftswertung: | Mannschaftswertung: | Mannschaftswertung: | 002. |                               |

### Omega Pharma-Quick-Step Cycling Team (Belgien)
| Nr.                 | Name                | Nationalität           | Rang | Anmerkungen                                     |
| ------------------- | ------------------- | ---------------------- | ---- | ----------------------------------------------- |
| 71                  | Mark Cavendish      | Vereinigtes Königreich | –    | nicht zur 2. Etappe angetreten                  |
| 72                  | Jan Bakelants       | Belgien                | 024. |                                                 |
| 73                  | Michał Gołaś        | Polen                  | 055. |                                                 |
| 74                  | Michał Kwiatkowski  | Polen                  | 028. | : 8.–9. Etappe                                  |
| 75                  | Tony Martin         | Deutschland            | 047. | : 9., 20. Etappe; : 9. Etappe; : 9., 10. Etappe |
| 76                  | Alessandro Petacchi | Italien                | 148. |                                                 |
| 77                  | Mark Renshaw        | Australien             | 142. |                                                 |
| 78                  | Niki Terpstra       | Niederlande            | 094. |                                                 |
| 79                  | Matteo Trentin      | Italien                | 093. | : 7. Etappe                                     |
| Mannschaftswertung: | Mannschaftswertung: | Mannschaftswertung:    | 014. |                                                 |

### ag2r La Mondiale (Frankreich)
| Nr.                 | Name                   | Nationalität        | Rang | Anmerkungen                               |
| ------------------- | ---------------------- | ------------------- | ---- | ----------------------------------------- |
| 81                  | Jean-Christophe Péraud | Frankreich          | 002. |                                           |
| 82                  | Romain Bardet          | Frankreich          | 006. | : 10.–15. Etappe; : 17. Etappe            |
| 83                  | Mickaël Chérel         | Frankreich          | 059. |                                           |
| 84                  | Samuel Dumoulin        | Frankreich          | 090. |                                           |
| 85                  | Ben Gastauer           | Luxemburg           | 021. |                                           |
| 86                  | Blel Kadri             | Frankreich          | 084. | : 8. Etappe; : 8. Etappe; : 2., 8. Etappe |
| 87                  | Sébastien Minard       | Frankreich          | 099. |                                           |
| 88                  | Matteo Montaguti       | Italien             | 066. |                                           |
| 89                  | Christophe Riblon      | Frankreich          | 120. |                                           |
| Mannschaftswertung: | Mannschaftswertung:    | Mannschaftswertung: | 001. | : 10.–21. Etappe                          |

### Garmin Sharp (Vereinigte Staaten)
| Nr.                 | Name                 | Nationalität        | Rang | Anmerkungen                     |
| ------------------- | -------------------- | ------------------- | ---- | ------------------------------- |
| 91                  | Andrew Talansky      | USA                 | –    | nicht zur 12. Etappe angetreten |
| 92                  | Janier Acevedo       | Kolumbien           | –    | Aufgabe während der 13. Etappe  |
| 93                  | Jack Bauer           | Neuseeland          | 137. |                                 |
| 94                  | Alex Howes           | USA                 | 127. |                                 |
| 95                  | Ben King             | USA                 | 053. |                                 |
| 96                  | Sebastian Langeveld  | Niederlande         | 140. |                                 |
| 97                  | Ramūnas Navardauskas | Litauen             | 141. | : 19. Etappe                    |
| 98                  | Tom Slagter          | Niederlande         | 056. | : 19. Etappe                    |
| 99                  | Johan Vansummeren    | Belgien             | 074. |                                 |
| Mannschaftswertung: | Mannschaftswertung:  | Mannschaftswertung: | 019. |                                 |

### Team Giant-Shimano (Niederlande)
| Nr.                 | Name                | Nationalität        | Rang | Anmerkungen                                        |
| ------------------- | ------------------- | ------------------- | ---- | -------------------------------------------------- |
| 101                 | Marcel Kittel       | Deutschland         | 161. | : 1., 3., 4., 21. Etappe; : 1. Etappe; : 1. Etappe |
| 102                 | Roy Curvers         | Niederlande         | 116. |                                                    |
| 103                 | Koen de Kort        | Niederlande         | 092. |                                                    |
| 104                 | John Degenkolb      | Deutschland         | 123. |                                                    |
| 105                 | Dries Devenyns      | Belgien             | –    | Aufgabe während der 14. Etappe                     |
| 106                 | Tom Dumoulin        | Niederlande         | 033. |                                                    |
| 107                 | Cheng Ji            | China               | 164. |                                                    |
| 108                 | Albert Timmer       | Niederlande         | 146. |                                                    |
| 109                 | Tom Veelers         | Niederlande         | 155. |                                                    |
| Mannschaftswertung: | Mannschaftswertung: | Mannschaftswertung: | 022. |                                                    |

### Lampre-Merida (Italien)
| Nr.                 | Name                | Nationalität        | Rang | Anmerkungen                     |
| ------------------- | ------------------- | ------------------- | ---- | ------------------------------- |
| 111                 | Rui Costa           | Portugal            | –    | nicht zur 16. Etappe angetreten |
| 112                 | Davide Cimolai      | Italien             | 163. |                                 |
| 113                 | Kristijan Đurasek   | Kroatien            | 046. |                                 |
| 114                 | Christopher Horner  | USA                 | 017. |                                 |
| 115                 | Sacha Modolo        | Italien             | –    | Aufgabe während der 2. Etappe   |
| 116                 | Nélson Oliveira     | Portugal            | 087. |                                 |
| 117                 | Maximiliano Richeze | Argentinien         | –    | nicht zur 6. Etappe angetreten  |
| 118                 | José Serpa          | Kolumbien           | 048. |                                 |
| 119                 | Rafael Valls        | Spanien             | –    | Aufgabe während der 14. Etappe  |
| Mannschaftswertung: | Mannschaftswertung: | Mannschaftswertung: | 010. |                                 |

### FDJ.fr (Frankreich)
| Nr.                 | Name                | Nationalität        | Rang | Anmerkungen                    |
| ------------------- | ------------------- | ------------------- | ---- | ------------------------------ |
| 121                 | Arnaud Démare       | Frankreich          | 159. |                                |
| 122                 | William Bonnet      | Frankreich          | 158. |                                |
| 123                 | Mickaël Delage      | Frankreich          | 143. |                                |
| 124                 | Arnold Jeannesson   | Frankreich          | 030. |                                |
| 125                 | Matthieu Ladagnous  | Frankreich          | 076. |                                |
| 126                 | Cédric Pineau       | Frankreich          | 102. |                                |
| 127                 | Thibaut Pinot       | Frankreich          | 003. | : 16.–21. Etappe               |
| 128                 | Jérémy Roy          | Frankreich          | 057. |                                |
| 129                 | Arthur Vichot       | Frankreich          | –    | Aufgabe während der 13. Etappe |
| Mannschaftswertung: | Mannschaftswertung: | Mannschaftswertung: | 009. |                                |

### Lotto Belisol (Belgien)
| Nr.                 | Name                  | Nationalität        | Rang | Anmerkungen                   |
| ------------------- | --------------------- | ------------------- | ---- | ----------------------------- |
| 131                 | Jurgen Van Den Broeck | Belgien             | 013. |                               |
| 132                 | Lars Bak              | Dänemark            | 082. |                               |
| 133                 | Bart De Clercq        | Belgien             | –    | Aufgabe während der 8. Etappe |
| 134                 | Tony Gallopin         | Frankreich          | 029. | : 11. Etappe; : 9. Etappe     |
| 135                 | André Greipel         | Deutschland         | 149. | : 6. Etappe                   |
| 136                 | Adam Hansen           | Australien          | 064. |                               |
| 137                 | Greg Henderson        | Neuseeland          | –    | Aufgabe während der 4. Etappe |
| 138                 | Jürgen Roelandts      | Belgien             | 111. |                               |
| 139                 | Marcel Sieberg        | Deutschland         | 145. |                               |
| Mannschaftswertung: | Mannschaftswertung:   | Mannschaftswertung: | 015. |                               |

### BMC Racing Team (Vereinigte Staaten)
| Nr.                 | Name                | Nationalität        | Rang | Anmerkungen                   |
| ------------------- | ------------------- | ------------------- | ---- | ----------------------------- |
| 141                 | Tejay van Garderen  | USA                 | 005. |                               |
| 142                 | Darwin Atapuma      | Kolumbien           | –    | Aufgabe während der 7. Etappe |
| 143                 | Marcus Burghardt    | Deutschland         | 154. |                               |
| 144                 | Amaël Moinard       | Frankreich          | 045. |                               |
| 145                 | Daniel Oss          | Italien             | 069. |                               |
| 146                 | Michael Schär       | Schweiz             | 043. |                               |
| 147                 | Peter Stetina       | USA                 | 035. |                               |
| 148                 | Greg Van Avermaet   | Belgien             | 038. |                               |
| 149                 | Peter Velits        | Slowakei            | 027. |                               |
| Mannschaftswertung: | Mannschaftswertung: | Mannschaftswertung: | 004. |                               |

### Team Europcar (Frankreich)
| Nr.                 | Name                | Nationalität        | Rang | Anmerkungen  |
| ------------------- | ------------------- | ------------------- | ---- | ------------ |
| 151                 | Pierre Rolland      | Frankreich          | 011. |              |
| 152                 | Yukiya Arashiro     | Japan               | 065. |              |
| 153                 | Bryan Coquard       | Frankreich          | 104. |              |
| 154                 | Cyril Gautier       | Frankreich          | 025. | : 16. Etappe |
| 155                 | Yohann Gène         | Frankreich          | 128. |              |
| 156                 | Alexandre Pichot    | Frankreich          | 107. |              |
| 157                 | Perrig Quéméneur    | Frankreich          | 083. |              |
| 158                 | Kévin Réza          | Frankreich          | 073. |              |
| 159                 | Thomas Voeckler     | Frankreich          | 042. | : 4. Etappe  |
| Mannschaftswertung: | Mannschaftswertung: | Mannschaftswertung: | 005. |              |

### Trek Factory Racing (Vereinigte Staaten)
| Nr.                 | Name                | Nationalität        | Rang | Anmerkungen                     |
| ------------------- | ------------------- | ------------------- | ---- | ------------------------------- |
| 161                 | Fränk Schleck       | Luxemburg           | 012. |                                 |
| 162                 | Matthew Busche      | USA                 | 098. |                                 |
| 163                 | Fabian Cancellara   | Schweiz             | –    | nicht zur 11. Etappe angetreten |
| 164                 | Markel Irízar       | Spanien             | 063. |                                 |
| 165                 | Grégory Rast        | Schweiz             | 101. |                                 |
| 166                 | Andy Schleck        | Luxemburg           | –    | nicht zur 4. Etappe angetreten  |
| 167                 | Danny van Poppel    | Niederlande         | –    | Aufgabe während der 7. Etappe   |
| 168                 | Jens Voigt          | Deutschland         | 108. | : 1. Etappe; : 1. Etappe        |
| 169                 | Haimar Zubeldia     | Spanien             | 008. |                                 |
| Mannschaftswertung: | Mannschaftswertung: | Mannschaftswertung: | 008. |                                 |

### Cofidis, Solutions Crédits (Frankreich)
| Nr.                 | Name                | Nationalität        | Rang | Anmerkungen                    |
| ------------------- | ------------------- | ------------------- | ---- | ------------------------------ |
| 171                 | Daniel Navarro      | Spanien             | –    | Aufgabe während der 13. Etappe |
| 172                 | Nicolas Edet        | Frankreich          | 077. |                                |
| 173                 | Egoitz García       | Spanien             | –    | Aufgabe während der 9. Etappe  |
| 174                 | Cyril Lemoine       | Frankreich          | 110. | : 2.–7. Etappe                 |
| 175                 | Luis Ángel Maté     | Spanien             | 031. | : 6. Etappe                    |
| 176                 | Rudy Molard         | Frankreich          | 051. |                                |
| 177                 | Adrien Petit        | Frankreich          | 156. |                                |
| 178                 | Julien Simon        | Frankreich          | 109. |                                |
| 179                 | Rein Taaramäe       | Estland             | 088. |                                |
| Mannschaftswertung: | Mannschaftswertung: | Mannschaftswertung: | 016. |                                |

### Orica GreenEdge (Australien)
| Nr.                 | Name                | Nationalität           | Rang | Anmerkungen                     |
| ------------------- | ------------------- | ---------------------- | ---- | ------------------------------- |
| 181                 | Simon Gerrans       | Australien             | –    | nicht zur 17. Etappe angetreten |
| 182                 | Michael Albasini    | Schweiz                | 070. |                                 |
| 183                 | Simon Clarke        | Australien             | 113. | : 12. Etappe                    |
| 184                 | Luke Durbridge      | Australien             | 122. |                                 |
| 185                 | Mathew Hayman       | Australien             | –    | Aufgabe während der 10. Etappe  |
| 186                 | Jens Keukeleire     | Belgien                | 067. |                                 |
| 187                 | Christian Meier     | Kanada                 | 121. |                                 |
| 188                 | Svein Tuft          | Kanada                 | 131. |                                 |
| 189                 | Simon Yates         | Vereinigtes Königreich | –    | nicht zur 16. Etappe angetreten |
| Mannschaftswertung: | Mannschaftswertung: | Mannschaftswertung:    | 020. |                                 |

### IAM Cycling (Schweiz)
| Nr.                 | Name                  | Nationalität        | Rang | Anmerkungen                     |
| ------------------- | --------------------- | ------------------- | ---- | ------------------------------- |
| 191                 | Mathias Frank         | Schweiz             | –    | nicht zur 8. Etappe angetreten  |
| 192                 | Sylvain Chavanel      | Frankreich          | 034. |                                 |
| 193                 | Martin Elmiger        | Schweiz             | 075. | : 7., 15. Etappe                |
| 194                 | Heinrich Haussler     | Australien          | –    | Aufgabe während der 18. Etappe  |
| 195                 | Reto Hollenstein      | Schweiz             | –    | nicht zur 17. Etappe angetreten |
| 196                 | Roger Kluge           | Deutschland         | 139. |                                 |
| 197                 | Jérôme Pineau         | Frankreich          | 058. |                                 |
| 198                 | Sébastien Reichenbach | Schweiz             | 085. |                                 |
| 199                 | Marcel Wyss           | Schweiz             | 032. |                                 |
| Mannschaftswertung: | Mannschaftswertung:   | Mannschaftswertung: | 012. |                                 |

### Team NetApp-Endura (Deutschland)
| Nr.                 | Name                | Nationalität        | Rang | Anmerkungen                    |
| ------------------- | ------------------- | ------------------- | ---- | ------------------------------ |
| 201                 | Leopold König       | Tschechien          | 007. |                                |
| 202                 | Jan Bárta           | Tschechien          | 071. | : 3. Etappe                    |
| 203                 | David de la Cruz    | Spanien             | –    | Aufgabe während der 12. Etappe |
| 204                 | Zakkari Dempster    | Australien          | 151. |                                |
| 205                 | Bartosz Huzarski    | Polen               | 068. |                                |
| 206                 | Tiago Machado       | Portugal            | 072. |                                |
| 207                 | José Mendes         | Portugal            | 124. |                                |
| 208                 | Andreas Schillinger | Deutschland         | 144. |                                |
| 209                 | Paul Voß            | Deutschland         | 050. |                                |
| Mannschaftswertung: | Mannschaftswertung: | Mannschaftswertung: | 013. |                                |

### Bretagne-Séché Environnement (Frankreich)
| Nr.                 | Name                | Nationalität        | Rang | Anmerkungen |
| ------------------- | ------------------- | ------------------- | ---- | ----------- |
| 211                 | Brice Feillu        | Frankreich          | 016. |             |
| 212                 | Jean-Marc Bideau    | Frankreich          | 115. |             |
| 213                 | Anthony Delaplace   | Frankreich          | 078. |             |
| 214                 | Romain Feillu       | Frankreich          | 150. |             |
| 215                 | Armindo Fonseca     | Frankreich          | 138. |             |
| 216                 | Arnaud Gérard       | Frankreich          | 132. |             |
| 217                 | Florian Guillou     | Frankreich          | 062. |             |
| 218                 | Benoît Jarrier      | Frankreich          | 152. |             |
| 219                 | Florian Vachon      | Frankreich          | 103. |             |
| Mannschaftswertung: | Mannschaftswertung: | Mannschaftswertung: | 018. |             |